# Epinotia biscutana
Epinotia biscutana is een vlinder uit de familie van de bladrollers (Tortricidae). De wetenschappelijke naam van de soort is voor het eerst geldig gepubliceerd in 1862 door Wocke.